# Michael Ulveman
Michael Ulveman (født 1. august 1962 i København) er en dansk kommunikationsrådgiver og forfatter. Han har tidligere arbejdet som journalist og særlig rådgiver. Michael Ulveman er administrerende direktør og grundlægger af Ulveman & Børsting sammen med Mikael Børsting, et rådgivningsfirma specialiseret i strategisk kommunikation og public affairs. Han har tidligere været indehaver af KristiansenUlveman sammen med Michael Kristiansen.
Ulveman har en lang erfaring fra den politiske verden. Han har været pressechef for to af Danmarks statsministre, Poul Schlüter og Anders Fogh Rasmussen og beskæftiget sig med politik og medier på internationalt topniveau blandt andet som særlig rådgiver for NATOs generalsekretær, formand for NATOs arbejdsgruppe omkring strategisk kommunikation, gennem tilrettelæggelse og eksekvering af danske og internationale kampagner og gennem en nøglerolle i håndteringen af den største udenrigspolitiske krise siden 2. verdenskrig, Muhammedkrisen.
Ulveman har i en kort periode rådgivet Lars Nørholt i forbindelse med Børsens afsløringer af uregelmæssigheder i lampevirksomheden Hesalight, der viste sig at være en af de værste erhvervsskandaler i nyere tid, hvor adskillige pensionskasser tilsammen har tabt op til 750 millioner kroner på et obligationslån som følge af omfattende bedrageri og svindel. Sagen endte med at Erhvervsstyrelsen forkastede regnskaberne, Hesalight blev erklæret konkurs, og Lars Nørholt blev sigtet af Bagmandspolitiet.
Ulveman er forfatter til en lang række bøger, blandt andet den meget omtalte Poul Schlüter fra 1992, som han skrev sammen med journalisterne Thomas Larsen og Michael Kristiansen. Bogen var meget nærgående, men også enormt grundig i beskrivelserne af begivenhederne i Poul Schlüters liv.
Ulveman blev i 2016 portrætteret i DR-dokumentaren Indefra med Anders Agger: Rådgiver. I udsendelsen følger journalist Anders Agger gennem et halvt år Michael Ulvemans arbejde som rådgiver for såvel Anders Fogh Rasmussen som store danske og internationale virksomheder.

## Baggrund og karriere
Ulveman er uddannet journalist fra Danmarks Journalisthøjskole i 1986 og har en baggrund som chefredaktør, politisk redaktør samt korrespondent for Jyllands-Posten i Bruxelles og Washington D.C.

## Privat
Michael Ulveman er født og opvokset i Gentofte. Han er den yngste i en søskendeflok på fire og har sit efternavn fra sin mor, der var svensk. Han er i dag bosiddende i Skovshoved, en forstad nord for København. Han har to børn fra tidligere ægteskab og er i dag gift med chefredaktør for Alt for damerne og magasinchef i Egmont Publishing Tina Nikolaisen. Parret har 2 børn.

## Forfattervirksomhed
- Medforfatter til bogen Poul Schlüter – en biografi (1992).
- Medforfatter (med Jens Christian Hansen og Ole Sønnichsen) til bogen Drømmenes Flod - reportager fra et husbådtogt tværs gennem USA (2001).
- Medforfatter (med journalist Thomas Lauritzen) til bogen I spidsen for Europa (2003), om det danske EU-formandskab.